# حسين شريعتمداري
حسين شريعتمداري (بالفارسية: حسین شريعتمداری) رئيس تحرير صحيفة كيهان المحافظة الإيرانية وممثل آراء المرشد الأعلى علي خامنئي فيها.

## السمعة المهنية
اشتهر بأنه مؤيد قوي للرئيس محمود أحمدي نجاد كما أنه أحد المقربين من المرشد الأعلى الإيراني علي خامنئي، وله روابط مع أجهزة المخابرات الإيرانية. وهو معروف أيضًا بآرائه المعادية للسامية ومعاداة أمريكا
في 17 أبريل 2012، نشر شريعتمداري افتتاحية في المجلة شدد فيها على حق إيران في تخصيب اليورانيوم بنسبة 99٪. 